# Dispositivo di accesso integrato
Un dispositivo di accesso integrato, in inglese IAD (Integrated Access Device), è un dispositivo elettronico che permette il collegamento di un client (ad esempio un Personal Computer, una centrale locale PABX, un access point WI-FI, un singolo telefono analogico, un televisore, ecc.) alla centrale Dati/Fonia più vicina attraverso il doppino in rame della propria casa o del proprio ufficio, utilizzando così il vecchio impianto telefonico opportunamente modificato.

## Descrizione
Gli integrated access device sono apparati che, sfruttando la connessione xDSL, ricevono via rete dati i servizi voce, TV e di accesso e li instradano ai dispositivi che ne permettono la fruizione come apparecchi telefonici, televisivi e personal computer. In ambito residenziale, gli IAD sono principalmente utilizzati dagli operatori e dagli Internet Service Provider (ISP) per offrire i propri servizi. Per l'utenza business, tali dispositivi integrano anche funzionalità di PBX.